# Marc Gonthier
Marc Gonthier, né à Lausanne le 6 mars 1895 et mort en cette ville le 16 septembre 1954, est un artiste peintre, dessinateur, illustrateur et graveur vaudois.

## Biographie
Originaire de Sainte-Croix, Marc Gonthier suit des études à l'école des beaux-arts de Genève (1913-1916) et des cours de gravure avec Pierre-Eugène Vibert (1914). Il continue sa formation chez le peintre Cuno Amiet à Oschwand (BE) (1917-1919). Après son retour à Lausanne, Marc Gonthier reçoit une première bourse de la Commission fédérale des Beaux-Arts (1920) ; deux autres suivront (1931 et 1932). Dès 1921, Marc Gonthier partage un appartement à Lausanne avec Alexandre Dénéréaz et la sœur de celui-ci. 
En 1928, Marc Gonthier est admis pour la première fois à l'Exposition nationale suisse des beaux-arts (Zurich), avant celles de Genève (1931 et 1946), Berne (1936 et 1951), Zurich (1939) et Lucerne (1941). La même année (1928), il s'installe dans un atelier à Mon-Repos et devient membre de la section vaudoise de la Société des peintres, sculpteurs et architectes Suisses (SPSAS). Cette adhésion lui permet de participer à toutes les expositions générales de l'association (1928-1955) et à onze expositions-ventes locales. 
Marc Gonthier se met à graver vers 1930. De 1934-1949, il illustre les pages du bimensuel pour enfants L'écolier romand. À partir de 1935, Marc Gonthier expose régulièrement à Lausanne et ailleurs (Zurich, Genève, Berne, Tchécoslovaquie). Entre 1938 et 1940, la Fondation Gottfried Keller lui alloue plusieurs bourses. Membre des associations de graveurs "Tailles et Morsures" ainsi que de "Der graphische Kreis", Marc Gonthier participe à la plupart des expositions de la première, organisées jusqu'en 1949, et à deux reprises à celles de la seconde (1949 et 1951). En 1950, c'est à lui qu'est commandée l'estampe de la SPSAS. 
Marc Gonthier décède le 16 septembre 1954. Entre 1960 et 1970, une collection complète des gravures de Marc Gonthier est léguée à la Bibliothèque nationale suisse. Après sa mort, ses œuvres agrémentent plusieurs expositions itinérantes, telles que La Gravure sur bois en Suisse (1970) et La Gravure Suisse 1918-1979 (1979). Le Musée Jenisch de Vevey lui rend hommage en 1992, avec les "Gravures de Marc Gonthier". 

## Sources
- « Marc Gonthier », sur la base de données des personnalités vaudoises sur la plateforme « Patrinum » de la Bibliothèque cantonale et universitaire de Lausanne.
- « Marc Gonthier », sur SIKART Dictionnaire sur l'art en Suisse.
- Gravures de Marc Gonthier : Cabinet cantonal des estampes, Musée Jenisch, Vevey, [1992], p. 37-41, avec une sélection d'ouvrages ayant trait à l'artiste, p. 42-44
- Dictionnaire biographique de l'art suisse, Vol. I, p. 419
- Artistes représentés au Cabinet cantonal des estampes